# Marco Cattaneo (Radsportler, 1982)
Marco Cattaneo (* 5. Juni 1982 in Mailand) ist ein ehemaliger italienischer Radrennfahrer.

## Karriere
Marco Cattaneo konnte 2006 die beiden U23-Rennen Coppa Colli Briantei Internazionale und Giro di Lombardia für sich entscheiden. Außerdem wurde er jeweils Zweiter beim Circuito del Porto und auf einem Teilstück des Giro Ciclistico d’Italia. Er gewann auch die italienischen Straßenmeisterschaft der Elitefahrer ohne Profivertrag. Im Jahr 2007 entschied er das Eintagesrennen Coppa della Pace für sich.

## Erfolge
2006
- Coppa Colli Briantei Internazionale
- Piccolo Giro di Lombardia

2007
- Coppa della Pace

2009
- Mannschaftszeitfahren Settimana Ciclistica Lombarda

## Teams
- 2008 NGC Medical-OTC Industria Porte
- 2009 L.P.R. Brakes-Farnese Vini
- 2010 De Rosa-Stac Plastic